# Lahonci
Lahonci so naselje v Občini Ormož.